# Underpath!
underpath!（アンダーパス）は、アコースティック2人組。
岩手県で活動。また熱唱オンエアバトルに出場。
2009年8月現在、NHK盛岡放送局製作のローカル番組、いわてみんなのうたでunderpath!の歌う「たらりら」が放送されている。

## メンバー
- MASAHIRO（ボーカル･ギター）
- MIKA（パーカッション）

## 熱唱オンエアバトルの結果
| オンエア？                                    | 放送                                          | 重量（ＫＢ） | 順位   | 曲名                     |
| --------------------------------------------- | --------------------------------------------- | ------------ | ------ | ------------------------ |
| オンエア                                      | 27                                            | 481KB        | 1/10位 | 石割桜                   |
| オンエア                                      | 46                                            | 413KB        | 2/10位 | ながれ星                 |
| オンエア                                      | 53                                            | 345KB        | 3/10位 | SUNRISE                  |
| 第2回チャンピオン大会 セミファイナルAブロック | 第2回チャンピオン大会 セミファイナルAブロック | 397KB        | 3/10位 | アサヨハカ～夜明け前に～ |
| 第2回チャンピオン大会 ファイナル              | 第2回チャンピオン大会 ファイナル              | 862KB        | 3/10位 | 石割桜                   |

## たらりら
2009年3月30日より「いわてみんなのうた」で、作詞・歌:underpath!、作曲:MIKAの「たらりら」が放送されるようになった。放送が開始されると「たらりら」は、パステル風のアニメーションもあいまって子供たちの間で人気を博し、MIKAの下には子供から手紙が届くようになった。同年4月27日には同名の自主制作シングルCDが岩手県内各地のCDショップで発売が開始された。
2009年8月現在、underpath!には岩手県内各地から出演オファーが殺到している。